# باقلوای آذربایجانی
باقلوای آذربایجانی (به ترکی آذربایجانی: Azərbaycan Paxlavası) (آذربایجان باکلاواسی) گونه‌ای از شیرینی باقلوا که در آذربایجان پخت شده و خاص این منطقه می‌باشد، طرز تهیه این شیرینی شامل خمیر مخصوص، فندق، گردو، آرد، هل، زعفران و … می‌باشد که با آجیل روی آن را تزئین می‌کنند.